# Bert Kalmar
Bert Kalmar est un scénariste et compositeur américain, né le 16 février 1884 à New York, et décédé le 17 septembre 1947 à Los Angeles (États-Unis).

## Filmographie partielle

### Comme scénariste
- 1930 : Coucous (The Cuckoos) de Paul Sloane
- 1931 : Broadminded
- 1932 : Plumes de cheval (Horse Feathers)
- 1932 : Kid d'Espagne (The Kid from Spain)
- 1934 : Hips, Hips, Hooray!
- 1934 : Kentucky Kernels
- 1934 : Le Cirque en folie (en) (The Circus Clown)
- 1935 : Bright Lights
- 1936 : Walking on Air
- 1937 : The Life of the Party (en)

### Comme compositeur
- 1933 : La Soupe au canard (Duck Soup)